# إس. كرايغ تايلور
إس. كرايغ تايلور (بالإنجليزية: S. Craig Taylor)‏ هو مؤلف لعب ‏ أمريكي، ولد في 1 مارس 1946، وتوفي في 1 يونيو 2012.